# بلتیر (روستا)
بلتیر (به لاتین: Beltir) یک منطقهٔ مسکونی در روسیه است که در جمهوری آلتای واقع شده‌است.